# Gebhard de Zähringen
Gebhard III, né vers 1040 et mort le 12 novembre 1110, est un prince de la maison de Zähringen, fils du duc Berthold Ier. Il fut évêque de Constance de 1084 jusqu'à sa mort. Au cours de la querelle des Investitures, il prit le parti du pape contre l'empereur Henri IV.

## Biographie
Gebhard est un fils cadet de Berthold Ier († 1078), duc de Carinthie de 1061 à 1077, et de sa première épouse Richwara. Il est donc le frère du comte Hermann Ier de Brisgau († 1074), l'ancêtre de la maison de Bade, et de Berthold II de Zähringen, antiduc de Souabe face à Frédéric Ier de Hohenstaufen. 
Il fut d'abord, vers 1065, membre du chapitre de la cathédrale de Cologne puis prévôt de la collégiale de Xanten. Vers 1075, il rejoignit l'abbaye bénédictine de Hirsau. En 1079 déjà, il est l'un des candidats à l'élection de l'archevêque de Magdebourg nommés par le pape Grégoire VII.
Au synode diocésain du 22 décembre 1084, il fut consacré évêque de Constance par le cardinal-légat Othon d'Ostie, futur pape sous le nom d'Urbain II, en présence de l'abbé Guillaume de Hirsau, Berthold II de Zähringen et l'ancien duc Welf Ier de Bavière. Néanmoins, la chaire de Constance était alors occupée par l'anti-évêque gibelin Othon Ier, partisan de l'empereur Henri IV, qui, quoiqu’excommunié et déposé par le pape Grégoire VII en 1080, se maintenait au pouvoir par la force des armes. 
L'année suivante, lors d'un synode impérial convoqué par Henri IV à Mayence en avril 1085, Gebhard fut déposé, en même temps que quatorze autres évêques demeurés fidèles à Grégoire VII, et Othon Ier fut reconnu comme l'évêque légitime de Constance. L'un de ses forts adversaires est Ulrich d'Eppenstein, abbé de Saint-Gall et frère de Liutold d'Eppenstein qui était nommé duc de Carinthie après la chute de Berthold Ier de Zähringen en 1077, et Gebhard dut s'enfuir de son siège épiscopal. Mais son rival Othon mourut au printemps 1086, laissant la charge d'évêque à Gebhard, dont l'un des premiers décrets fut la réforme de l'abbaye de Petershausen près de Constance, où il fit venir des moines de Hirsau. En 1089 il consacra la nouvelle cathédrale de Constance (l'ancienne s'était effondrée en 1052).
Le 18 avril 1089, le pape Urbain II le nomma, conjointement avec l’évêque Altmann de Passau, vicaire apostolique de Germanie. Arnold, un moine de Saint-Gall dont l’empereur Henri IV avait fait l’anti-évêque de Constance le 28 mars 1092, essaya en vain de s'imposer au diocèse ; car Gebhard avait pour frères Bertold II et Welf Ier de Bavière ; en outre, il était apprécié des moines de Hirsau et Petershausen, et des bourgeois de Constance. 
En 1094 Gebhard tint un synode promulguant la réforme clunisienne à Constance, et en mars 1095 il prit part au concile de Plaisance. La même année, il assista à la consécration d’Arnolphe III de Porta Orientale, archévêque de Milan. Mais bientôt, l'autorité politique et religieuse d'Henri IV commença à s'imposer. En 1103 Gebhard fut démis de ses titres, et l’anti-évêque impérial, Arnold, usurpa l'évêché. Gebhard reprit son diocèse en 1105 avec l’aide d'Henri V, leva au nom du pape Pascal II la mise au ban qui accablait le nouveau roi, et l’accompagna en Saxe. Gebhard prit part au Synode de Nordhausen le 27 mai 1105, à la diète de Mayence à la Noël de 1105, fut dépêché à Rome en tant que légat impérial au printemps 1106, assista au Concile de Guastalla en octobre de la même année. Dans le différend qui mit aux prises Pascal II et Henri V, Gebhard parut d'abord soutenir l'empereur mais, ayant été sévèrement blâmé par le pape, il se retira de la vie publique et consacra ses dernières années à l'administration de son diocèse.

## Source
Charles Herbermann, Catholic Encyclopedia, Robert Appleton Co., 1913, « Gebhard (III) of Constance ».

## Voir également
- Bernold de Constance, son contemporain